# Grimace (compositore)
Grimace, anche Grymace o Grimache, (fl. XIV secolo), è stato un compositore francese, attivo nel tardo XIV secolo.

## Biografia
Grimace fu attivo nell'epoca musicale nota come ars nova e fu probabilmente contemporaneo di Guillaume de Machaut, dato che le sue composizioni sono mancanti dei complessi ritmi propri dell'Ars subtilior. Le sue date di nascita e morte non ci sono note e poco si sa su di lui a parte dei pezzi inseriti nei manoscritti di musica medioevale. Cinque lavori sono attribuibili a lui certamente; due altre gli sono attribuite basandosi sulla similitudine stilistica. Il suo virelai, A l'arme, A l'arme, è la sua opera più eseguita ai nostri giorni.
Opere a lui attribuite:
- Dedens mon cuer (ballata)
- Des que buisson (ballata)
- Se Zephirus/Se Jupiter (ballata)
- Je voy ennui (Rondò)
- A l'arme/A l'arme/Tru tru (virelai)

Dubbie:
- C'estoit ma douce (virelai)
- Rescoés: Horrible feu d'ardent desir/Rescoés: Le feu de mon loyal servant (virelai)